# Katharina Menz
Katharina Menz (* 8. Oktober 1990 in Backnang) ist eine deutsche Judoka.
2009 gewann Katharina Menz die Silbermedaille bei den Juniorenweltmeisterschaften in der Gewichtsklasse bis 44 Kilogramm. Seit 2010 tritt sie in der Gewichtsklasse bis 48 Kilogramm an, dem Superleichtgewicht. 2013 erreichte sie erstmals das Finale bei den Deutschen Meisterschaften und unterlag Kay Kraus. Von 2014 bis 2019 gewann sie sechs Meistertitel in Folge.
2018 belegte Menz erstmals einen Podiumsplatz bei einem Grand-Slam-Turnier, als sie beim Turnier in Jekaterinburg den dritten Platz erreichte. 2019 folgte ein dritter Platz beim Grand Slam in Abu Dhabi. 2017 nahm sie erstmals an Weltmeisterschaften teil, schied aber genauso in der ersten Runde aus wie bei den Europameisterschaften 2018 und den Europameisterschaften 2019. Bei den Weltmeisterschaften 2019 in Tokio erreichte sie mit einem Sieg über Anne Suzuki aus den Vereinigten Staaten erstmals die zweite Runde, dort schied sie gegen die Argentinierin Paula Pareto aus.
2020 gewann Menz eine Bronzemedaille bei den Europameisterschaften in Prag. Nachdem sie im Viertelfinale der Französin Melanie Clement unterlagen war, gewann sie beide Kämpfe in der Hoffnungsrunde. Im Juli 2021 schied Menz bei den Olympischen Spielen in Tokio in der ersten Runde gegen die Chilenin Mary Dee Vargas aus.
2022 gewann Menz bei den Weltmeisterschaften 2022 in Taschkent die Silbermedaille. Im Finale unterlag sie der Japanerin Natsumi Tsunoda. Bei den Olympischen Spielen 2024 in Paris schied Menz in ihrem Auftaktkampf gegen die Portugiesin Catarina Costa aus.
Der Heimatverein von Katharina Menz ist die TSG Backnang, sie trainiert am Olympiastützpunkt in Sindelfingen.